# Mariveles, Bataan

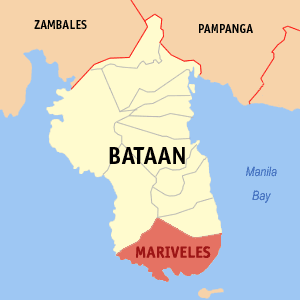
Mariveles läge i Bataan

Mariveles är en ort i Filippinerna som är belägen i provinsen Bataan i regionen Centrala Luzon. Den har 127 536 invånare (folkräkning 1 maj 2015).
Mariveles räknas officiellt inte som stad utan är en kommun. Kommunen är indelad i 18 smådistrikt, barangayer, varav samtliga är klassificerade som tätortsdistrikt.